# Rue André-Danjon
Pour les articles homonymes, voir Danjon.
La rue André-Danjon est une voie du 19e arrondissement de Paris, en France.

## Situation et accès
La rue André-Danjon est une voie publique située dans le 19e arrondissement de Paris. Elle débute au 6, rue de Lorraine et se termine au 128, avenue Jean-Jaurès.
Le quartier est desservi par la ligne 5 à la station Ourcq.

## Origine du nom

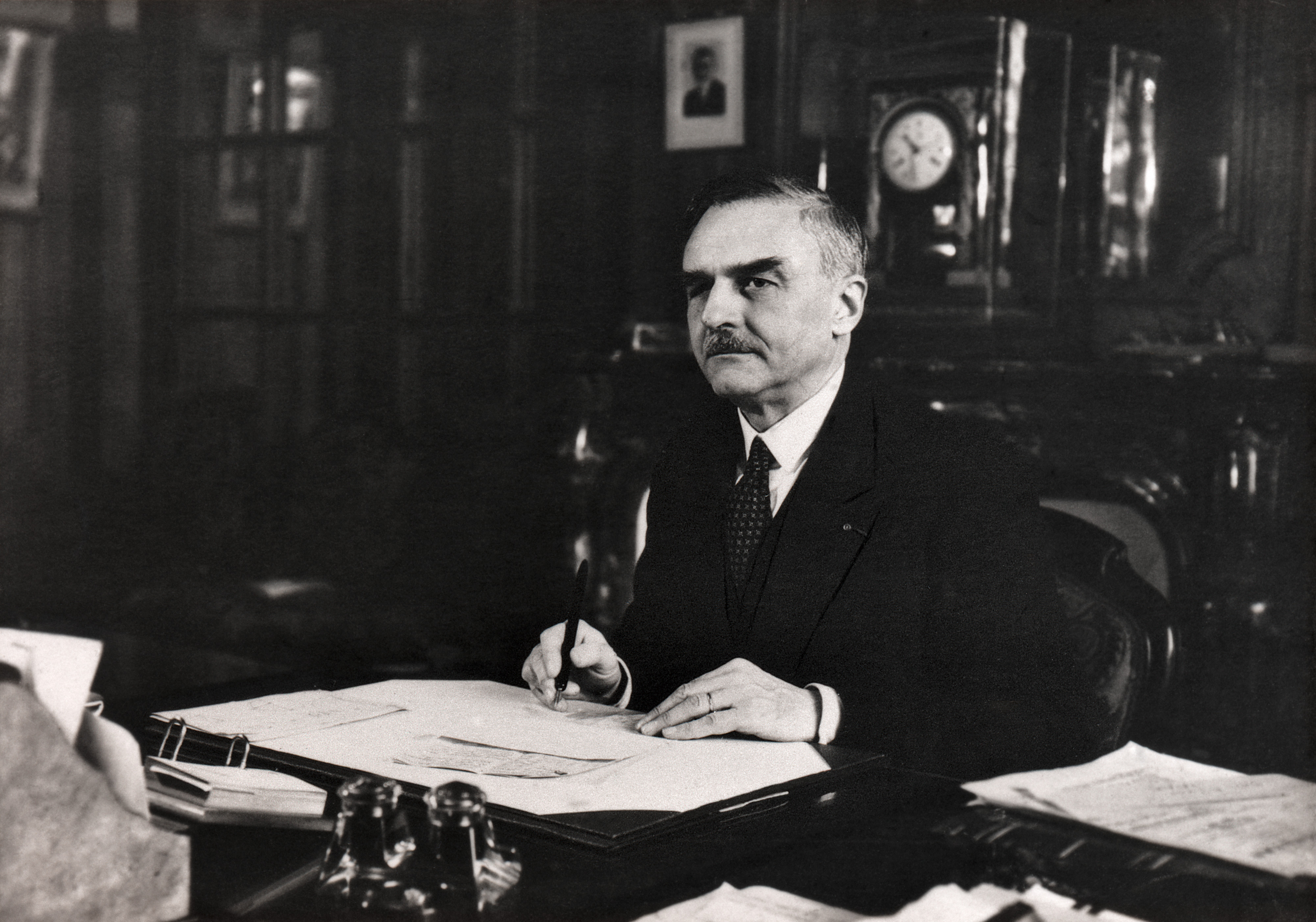
André Danjon.

Elle porte le nom de l'astronome français André Danjon (1890-1967), membre de l'Académie des sciences. 

## Historique
La voie est créée sous le nom provisoire de « voie BM/19 » et prend sa dénomination actuelle par arrêté du 23 octobre 1974. 
La partie située au droit des nos 6-8 jusqu'à l'angle de la rue Petit est déclassée par délibération du 18 septembre 1989.
Actuellement, le panneau au croisement de la rue Petit affiche une coquille : « André Danjon 1807-1967 ».